# 希博伊根
希博伊根（Sheboygan）是美國威斯康辛州希博伊根縣的縣治，位於密西根湖的西岸、希博伊根河注入密西根湖之處。2020年美國人口普查希博伊根共有49,929人。